# 하기 익스프레스

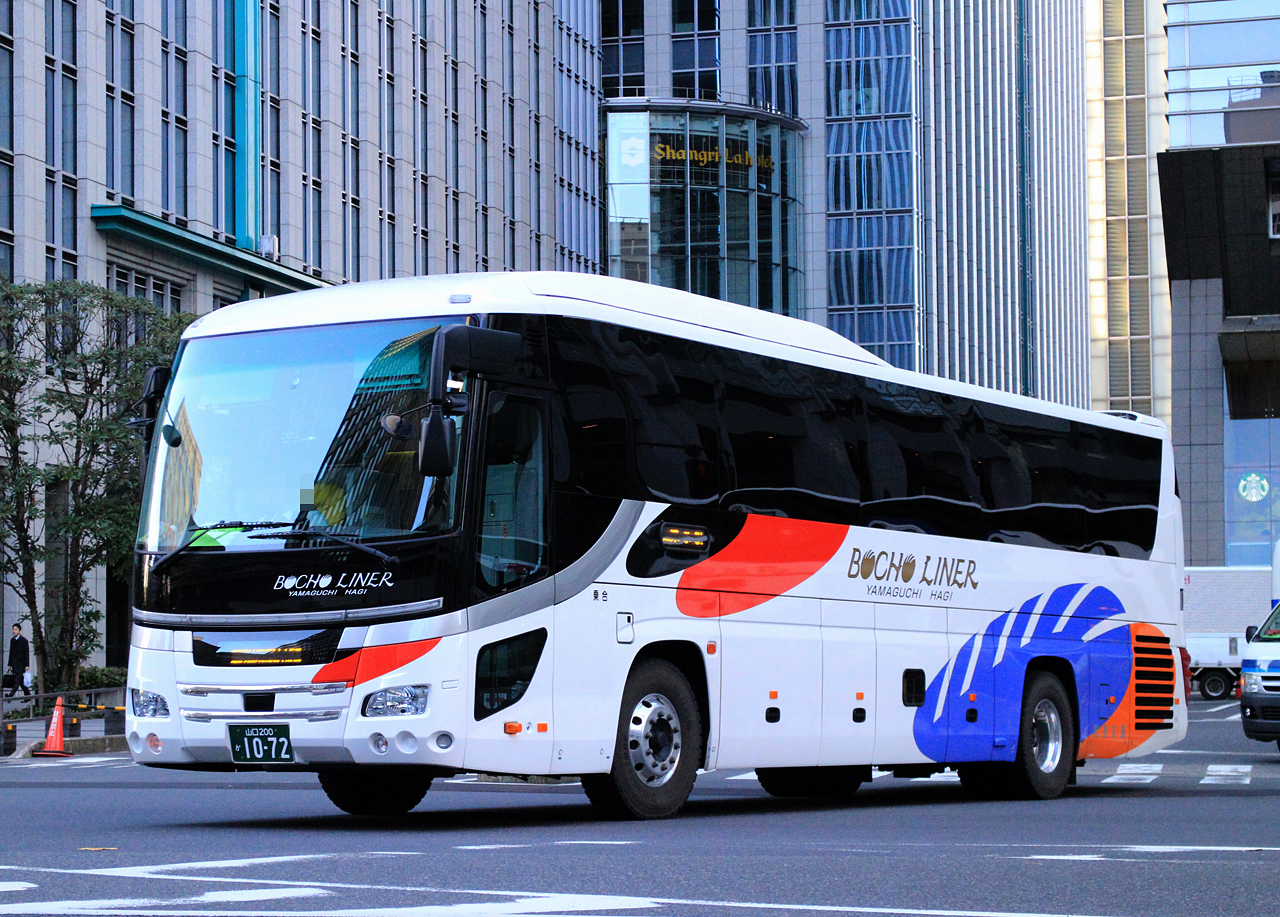
하기 익스프레스 (보초 교통)

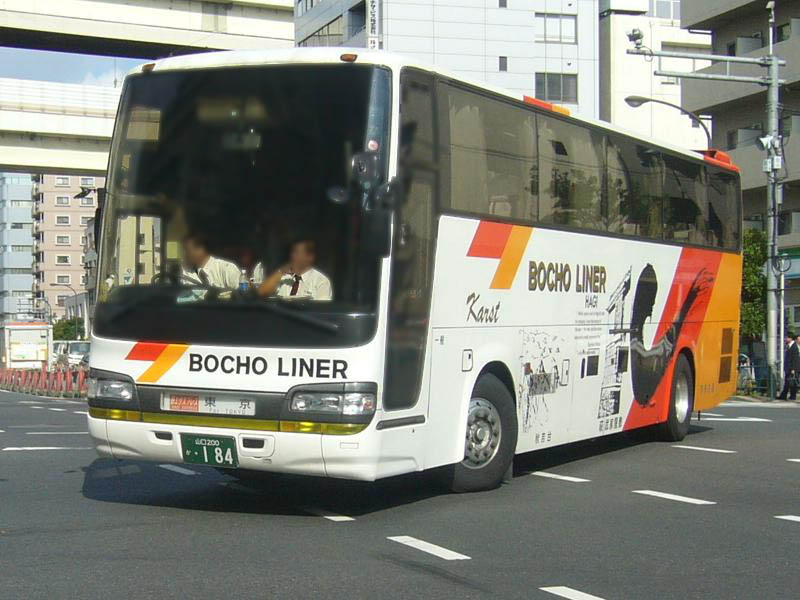
과거 운행 차량

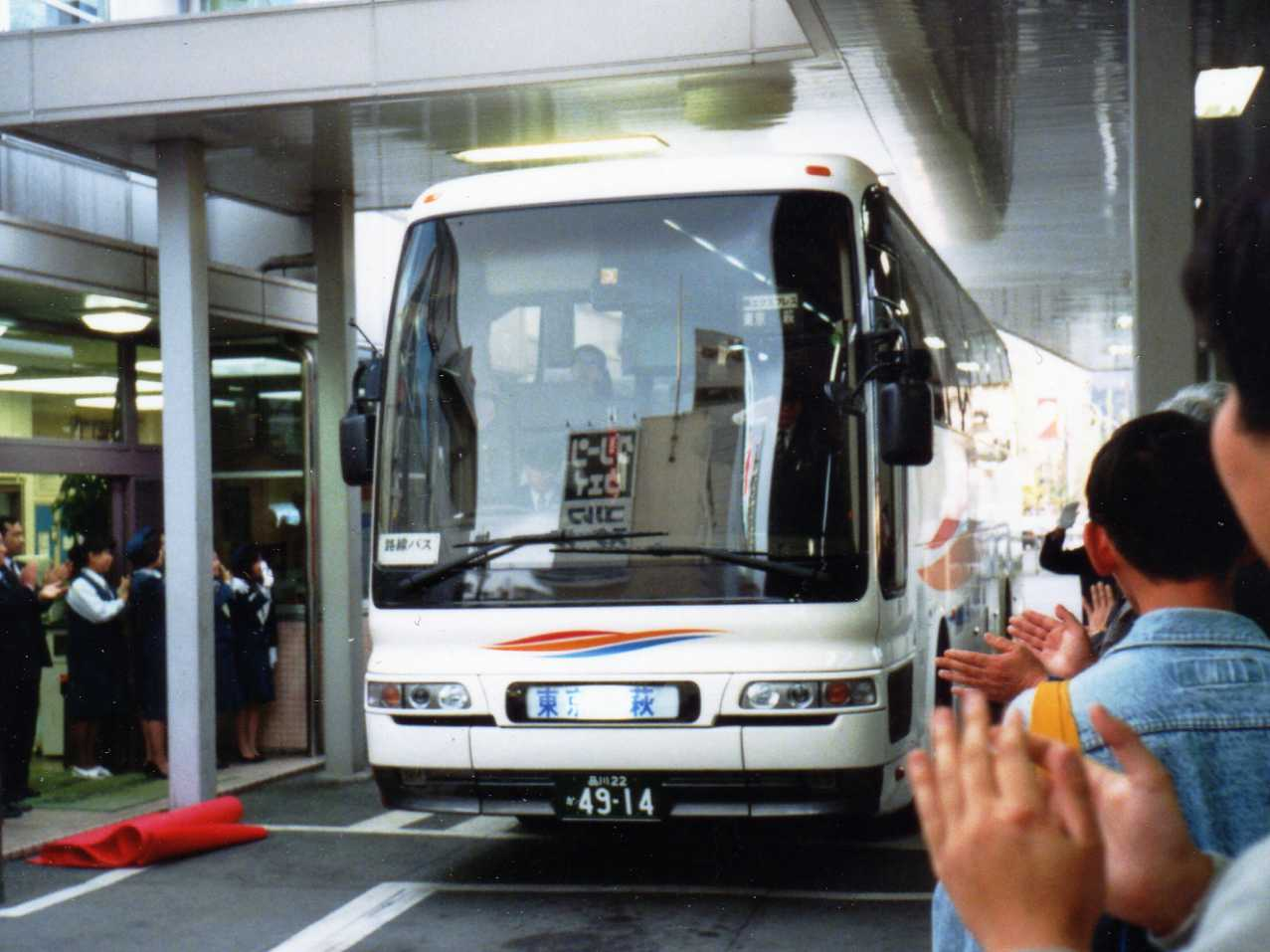
과거에 운행했던 게이큐 전철 (현, 게이큐 관광 버스) 소속 차량

하기 익스프레스(일본어: 萩エクスプレス 하기 에쿠스푸레스[*])는 야마구치현 하기시에서 도쿄도 지요다구 사이를 이어주는 고속버스 노선으로 보초 교통(일본어: 神姫バス 보초 고쓰[*])이 운행 한다. 경유지는 야마구치현 미네시, 야마구치시, 호후시, 슈난시, 이와쿠니시를 거쳐 히로시마현 오타케시, 히로시마시를 경유한다.

## 개요
하기시의 하기 버스센터와 도쿄도의 도쿄역을 연결하는 고속버스 노선으로 일본 지역에 심야 고속버스 노선이 신설될 당시 1990년대에 야마구치현 동부 지역과 중부 지역에서 도쿄도 구간을 운행하는 노선으로 신설되었다. 노선 신설 당시일반 도로의 주행 시간을 단축해 슈난 ~ 요코하마까지 운행하는 포세이돈호(일본어: ポセイドン号 포세에돈 고오[*])와 도쿄도까지 운행하는 아루바호(일본어: アルバ号 아루바 고오[*])가 존재 했으나 수익성 문제로 통합되면서 현재에 이르고 있다. 열차 환승이 어려운 야마구치현의 북부, 중부, 동부 지역에서 도쿄를 한 번에 연결하면서 수요가 많은 편이다.
2022년 10월 기준으로 현재 운행되고 있는 혼슈 지방의 고속버스 노선 중 최장 노선으로 운행 거리는 편도 기준 1,000km로 그 밖에 일본의 고속버스 노선 중 최장 노선으로 텐료 버스에서 운행하는 텐료 라이너(영어: TenryoLINER, 일본어: 天領ライナー 텐료오라이나아[*]), 서일본 철도의 하카타호에 이어 일본의 고속버스 노선 중 세 번째로 소요 시간도 현재 도쿄역 ~ 하카타역(신야마구치역, 고쿠라역 경유) 구간을 운행하는 톈료 라이너, 도쿄 디즈니 랜드에서 교토, 오사카, 고베, 히메지를 거쳐 시로사키 온천 구간을 운행하는 신키 버스(일본어: 神姫バス 신키 바스[*])가 운행하는 리몬 버스(일본어: リモンバス 리몬바스[*], 영어: Limon Bus), 오사카에서 교토, 고리야마를 거쳐 센다이 구간을 운행하는 사쿠라 교통이 운행하는 AT 라이너(일본어: ATライナー 앗토라이나아[*], 영어: AT Liner) 고속버스 노선이 있는데 두 노선의 소요 시간은 14시간 40분으로, 일본의 고속버스 노선 중 네 번째로 전 구간 탑승 시 소요 시간이 14시간 39분이 소요된다.
2000년대에 운행 종료될 때까지 게이큐 관광 버스가 도쿄도를 연고로 하는 버스 기업 중 최장 거리 노선으로 1999년까지 하카타호로 공동 배차를 했던 게이오 철도, 2006년 11월 30일에 운행 종료한 후쿠후쿠 도쿄호, 드림후쿠호를 주고쿠 JR 버스가 운행했다. 이후 게이큐 관광 버스가 공동 배차에서 철수하면서 JR 버스 간토에서 운행하는 드림호의 도쿄역 ~ 다카마쓰 노선이 도쿄도를 연고로 하는 버스 기업 중 최장 거리 노선이 되었다. 그 밖에도 2011년 12월 1일부터 2015년 5월 16일까지 니시테쓰 덴진 고속버스터미널 ~ 세이부 관광 버스 오미야 사무소 구간을 운행한 라이온즈 익스프레스로 운행 당시 세이부 관광 버스, 니시테츠 고속버스과 공동 배차로 운행 했으며 당시 일본의 고속버스 노선 중 최장 거리 노선이다.

## 역사
- 1990년 12월 20일 - 요코하마 ~ 이와쿠니 ~ 도쿠야마(현, 슈난) 구간을 운행하는 포세이돈호(일본어: ポセイドン号 포세에돈 고오[*])호 신설. 개설 당시 사가미 철도, 보초 교통과 공동 배차 운행.[5]
- 1993년 4월 24일 - 도쿄(시나가와) ~ 호후 ~ 하기 구간을 연결하는 하기 익스프레스 신설. 개설 당시 게이힌 급행 전철, 보초 교통과 공동 배차 운행.
- 1993년 11월 2일 - 노선이 요코하마에서 도쿄로 연장되었고 고속버스 명칭을 포세이돈호(일본어: ポセイドン号 포세에돈 고오[*])에서 아루바호(일본어: アルバ号 아루바 고오[*])로 변경.
- 1998년 3월 31일 - 고속버스 아루바호(일본어: アルバ号 아루바 고오[*]) 운행 종료. 도쿄 ~ 이와쿠니 ~ 도쿠야마 ~ 호부 ~ 하기 구간으로 변경.
- 2003년 3월 20일 - 야마구치 미야노 버스 정류장 정차 개시.(보초 교통 야마구치 영업소, 구 야마구치 시 교통국)
- 2003년 10월 1일 - 게이힌 급행 전철 분사에 따라 게이힌 급행 버스로 분할.
- 2004년 - 게이힌 급행 버스에서 하네다 게이큐 버스로 이관.
- 2005년 12월 1일 - 게이힌 급행 버스(구, 하네다 게이큐 버스)가 게이큐 관광 버스로 이관.
- 2007년 6월 1일 - 게이큐 관광 버스 차량 운행 종료. 단, 게이큐 관광 버스는 도쿄에서 예약 및 발권 서비스 유지.
- 2007년 8월 10일 - 도쿄 정차지가 시나가와, 하마마츠쵸에서 도쿄역, 가스미가세키 정차로 변경. 단 가스미가세키의 경우 하차만 가능하며 발권도 게이큐 관광 버스에서 JR 간토 버스로 이관.
- 2015년 12월 15일 - 신차 교체.
- 2019년 6월 21일 - 운임 개정.[6]
- 2020년 4월 5일 - 코로나바이러스감염증-19로 인해 운행 중단.[7]
- 2020년 7월 30일 - 당초 운행 재개를 계획 했으나 코로나바이러스감염증-19 확산으로 인해 보류.[8]
- 2021년 12월 23일 - 운행 재개.[9]
- 2022년 4월 28일 - 히로시마시 고이케코엔마에역 정류장 정차 개시.

## 운행 회사
- 보초 교통 (담당처 : 하기 영업소)

## 운행 차종
- 히노 세레가

## 운행 노선
| 지역       | 정류소              | 비고                                                                          |
| ---------- | ------------------- | ----------------------------------------------------------------------------- |
| 야마구치현 | 하기 버스센터       |                                                                               |
| 야마구치현 | 오다 중앙           |                                                                               |
| 야마구치현 | 야마구치 유다 온센  |                                                                               |
| 야마구치현 | 야마구치 니시쿄바시 |                                                                               |
| 야마구치현 | 야마구치 미야노     |                                                                               |
| 야마구치현 | 호후역              |                                                                               |
| 야마구치현 | 도쿠야마역          |                                                                               |
| 야마구치현 | 구마게 나들목       |                                                                               |
| 야마구치현 | 구가 나들목         |                                                                               |
| 야마구치현 | 이와쿠니역          |                                                                               |
| 히로시마현 | 오타케 나들목       |                                                                               |
| 히로시마현 | 고이키코엔마에역    |                                                                               |
| 도쿄도     | 가스미가세키        | 도쿄역 방면 운행 시 하차만 가능                                               |
| 도쿄도     | 도쿄역              | 도쿄역 방면 운행 시 니혼바시구치 하차 하기 방면 운행 시 야에스 남부 출구 승차 |

## 차내 서비스
- 1인용 3열 좌석 (일부 좌석은 2열)
- 화장실
- 차내 슬리퍼
- 커피, 녹차, 수건
- 칸막이 커튼
- 전원 콘센트 (일부 차량만 해당)
- 야마구치 유타온센 승차 전, 호후역 도착 후 인근 목욕탕 이용 시 가격 할인[10]